# 손혁
손혁(孫奕, 1973년 6월 25일 ~ )은 전 메이저 리그 노퍽 타이즈의 투수이자, 현 KBO 리그 한화 이글스의 단장이다. 그의 4촌 동서는 전 KBO 리그 LG 트윈스의 투수인 최원호이다.

## 선수 시절

### 아마추어 시절
고려대 체육교육학과 시절 내야수 홍원기와 동기이다.

### 한국 프로야구 시절

#### LG 트윈스시절
1996년 2차 1순위 지명을 받아 입단하였고, 1998년과 1999년에 두 자릿 수 승을 올리며 마운드의 한 축을 맡았다.

#### 해태 타이거즈&KIA 타이거즈시절
1999년 시즌 후 양준혁을 상대로 트레이드됐다. 그 때 그는 트레이드를 거부해 한때 임의 탈퇴 공시됐다. 2001년에 복귀했지만, 부상으로 별 활약을 보여주지 못하고 2002 시즌 후에는 어깨 수술까지 받았다.
결국 2003년 1월 16일에 투수 진필중을 상대로 외야수 김창희와 함께 KIA 타이거즈가 두산 베어스에 8억 원을 주는 조건으로 현금 트레이드됐다.

#### 두산 베어스시절
2004년 시즌 초 2경기에 등판해 2패로 부진한 뒤 같은 해 4월 21일 돌연 은퇴를 선언했다. 8시즌 통산 107경기에 나와 36승 31패(1완투) 평균자책 4.07을 기록했다. 은퇴 후 미국으로 가 투수 인스트럭터인 톰 하우스 밑에서 지도자 및 재활 트레이닝 교육을 받았다.

### 미국 프로야구 시절

#### 노퍽 타이즈시절
이후 재기에 성공해 2007년 초 볼티모어 오리올스 산하 마이너 리그 팀과 계약했으나, 쇄골 부상이 재발해 선수 생활을 이어가지 못했다.

## 야구선수 은퇴 후
2009년 한화 이글스의 스프링캠프 당시 투수 인스트럭터로 참여했으나, 좋은 평가를 받지 못했다. 이후 2009년 월드 베이스볼 클래식을 앞두고 투수 인스트럭터로 합류했고, 2010년 아시안 게임 당시 미국에서 활동하는 대만 선수들의 전력을 분석했다. 이후 미국과 대한민국의 스포츠 가교를 담당하고 있는 매니지먼트 회사인 H2 Sports Consulting의 CEO로 활동했고, 2012년부터 2014년까지 MBC 스포츠플러스의 야구 해설위원으로 활동했다.
2014년 시즌 후 염경엽 감독의 부름을 받아 넥센 히어로즈의 투수코치로 영입됐다. 2016년에 신재영, 이보근, 김세현의 기량을 키우며 좋은 평가를 받았으나, 시즌 후 염경엽이 감독직에서 사임하자 동반 사임했다. 2016년 12월 2일에 MBC 스포츠플러스와 다시 계약하며 해설위원으로 복귀했다.
2017년 시즌 후 트레이 힐만 감독의 부름을 받아 데이브 존의 후임으로 SK 와이번스의 투수코치로 영입됐다.
2019년 11월 4일에 장정석의 후임으로 키움 히어로즈의 감독으로 선임됐으나, 후반기 성적 부진으로 1년도 채 안 돼 2020년 10월 8일 감독직에서 사퇴했다.
2021년에는 염경엽과 함께 KBO의 육성위원으로 활동했다.
2022년에 한화 이글스의 전력강화 코디네이터로 영입됐고, 2022 시즌 후 정민철의 후임으로 한화 이글스의 단장으로 선임됐다. 전력강화 코디네이터 자리는 손차훈에게 넘겼다.

## 출신 학교
- 공주중동초등학교
- 공주중학교
- 공주고등학교
- 고려대학교 체육교육학과 92학번

## 배우자
- 한희원 (2003년 ~ 현재)[15]

## 저서
- 《새로운 세대를 위한 투수교과서 - 마흔살까지 150KM/H를 던지는 메이저리거들의 비결》 2010년 12월 16일 북하우스 (문학동네 그룹 계열사) 발행 ISBN 9788956055022
- 개정판《손혁의 투수 교과서 - 마흔살까지 150 km/h를 던지는 메이저리거들의 비결》2013년 4월 25일 북하우스엔 (문학동네 그룹 계열사) 발행 ISBN 9788956056425
- 《MBC SPORTS+ 프로야구 스카우팅 리포트 2013 : No. 1 스포츠 채널이 만든 최고의 스카우팅 리포트》공동저자로 참여함, 2013년 3월 22일 한스미디어 발행 ISBN 9788959755264
- 《메이저 리그 가이드 2014》공동저자로 참여함, 2014년 4월 30일 알에이치코리아 발행 ISBN 9788925552859

## 통산 기록
| 연도 | 팀명  | 평균자책점 | 경기 | 완투 | 완봉 | 승 | 패 | 세 | 홀 | 승률  | 타자 | 이닝    | 피안타 | 피홈런 | 볼넷 | 사구 | 탈삼진 | 실점 | 자책점 |
| ---- | ----- | ---------- | ---- | ---- | ---- | -- | -- | -- | -- | ----- | ---- | ------- | ------ | ------ | ---- | ---- | ------ | ---- | ------ |
| 1996 | LG    | 6.10       | 3    | 0    | 0    | 1  | 0  | 0  | 0  | 1.000 | 49   | 10 1/3  | 14     | 1      | 6    | 0    | 4      | 7    | 7      |
| 1997 | LG    | 4.18       | 24   | 0    | 0    | 8  | 5  | 0  | 0  | 0.615 | 473  | 112     | 101    | 9      | 49   | 7    | 66     | 58   | 52     |
| 1998 | LG    | 3.70       | 28   | 0    | 0    | 11 | 8  | 0  | 0  | 0.579 | 595  | 143 1/3 | 136    | 17     | 40   | 10   | 88     | 66   | 59     |
| 1999 | LG    | 4.29       | 26   | 1    | 0    | 10 | 9  | 0  | 0  | 0.526 | 619  | 142 2/3 | 153    | 18     | 54   | 8    | 75     | 71   | 68     |
| 2001 | KIA   | 1.69       | 7    | 0    | 0    | 0  | 0  | 0  | 0  | 0.000 | 43   | 10 2/3  | 11     | 1      | 4    | 0    | 2      | 2    | 2      |
| 2002 | KIA   | 3.72       | 5    | 0    | 0    | 2  | 1  | 0  | 0  | 0.667 | 85   | 19 1/3  | 19     | 4      | 7    | 1    | 11     | 11   | 8      |
| 2003 | 두산  | 3.65       | 12   | 0    | 0    | 4  | 6  | 0  | 0  | 0.400 | 253  | 61 2/3  | 60     | 9      | 9    | 5    | 27     | 29   | 25     |
| 2004 | 두산  | 10.13      | 2    | 0    | 0    | 0  | 2  | 0  | 0  | 0.000 | 35   | 8       | 11     | 2      | 2    | 1    | 3      | 9    | 9      |
| 통산 | 8시즌 | 4.07       | 107  | 1    | 0    | 36 | 31 | 0  | 0  | 0.537 | 2152 | 508     | 505    | 61     | 171  | 32   | 276    | 253  | 230    |